# استجابة نبضية

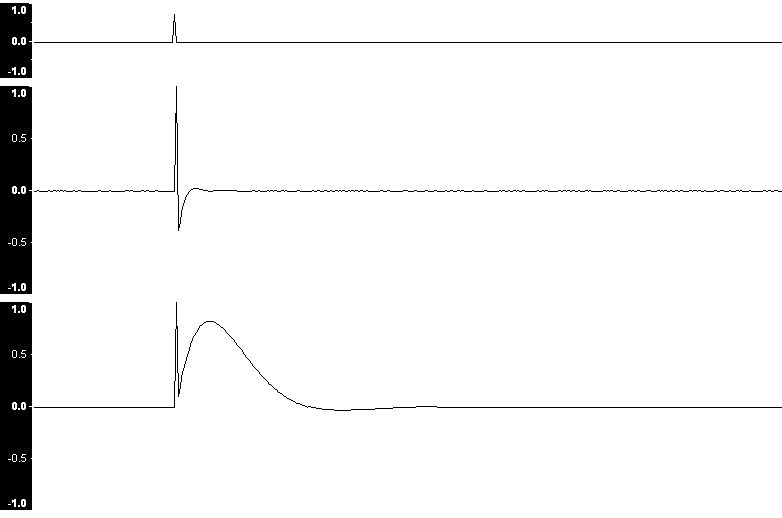

الاستجابة النبضية (بالإنجليزية: impulse response)‏ أو لأي نظام هي كما يصور الاسم
الخرج من النظام عندما يكون الدخل دالة النبضة (دالة دلتا)
و أي نظام خطي ثابت زمنيا يمكن وصفه كليا عن طريق تحديد استجابته النبضية.

## الرمز
- {\displaystyle h\left[t\right]} في أنظمة الزمن المستمر
- {\displaystyle h\left[n\right]} في أنظمة الزمن المتقطع